# Víctor Juanico i Torres
Víctor Juanico i Torres   (Barcelona, 11 de novembre de 1900 - Barcelona, 21 de novembre de 1962) fou un futbolista català de la dècada de 1920.

## Trajectòria
Jugava a la posició d'extrem, i de ben jove començà a destacar com a futura promesa. Passà la major part de la seva carrera al RCD Espanyol, on jugà sempre excepte una breu estada al club de la Colònia Güell. Amb l'Espanyol destacà durant la primera meitat de la dècada de 1920. El dia 24 de febrer de 1924 jugà amb la selecció catalana en l'homenatge a Gabriel Bau.
També foren destacats esportistes els seus germans Claudi Juanico i Torres, que fou jugador de l'Espanyol, i Antoni Juanico i Torres, destacat tennista.